# Maxim Leitsch
Maxim Leitsch (* 18. Mai 1998 in Essen) ist ein deutscher Fußballspieler. Der Verteidiger steht seit 2022 beim Bundesligisten 1. FSV Mainz 05 unter Vertrag.

## Karriere

### Vereine
Leitsch begann in der Jugend des Essener SG 99/06 mit dem Fußballspielen. Im Jahr 2007 wechselte er in die Jugendabteilung der SG Wattenscheid 09, 2008 in die Nachwuchsabteilung des VfL Bochum. Dort rückte er zur Saison 2016/17 in den Profikader auf und spielte ab Dezember 2016 in der 2. Bundesliga; 2021 stieg er mit dem VfL in die Bundesliga auf. Insgesamt spielte er bis Sommer 2022 über 90 Pflichtspiele für den VfL Bochum.
Zur Saison 2022/23 wechselte er zum Ligarivalen 1. FSV Mainz 05. Hier kam er in den ersten sieben Bundesligaspielen zum Einsatz. Seit Anfang Oktober war er wegen Erschöpfungszuständen nicht einsatzfähig. In der restlichen Saison 22/23 kam Leitsch aufgrund weiterer Verletzungen nur zwei weitere Male zum Einsatz. 
In der Saison 2023/24 war Leitsch wieder von Verletzungen geplagt und stand deswegen nur 8 Mal im Kader der 05er.
In der laufenden Saison 2024/25 stand Leitsch von bisher neun möglichen Spielen an acht Spieltagen im Kader des FSV.

### Nationalmannschaft
Von 2015 bis 2020 absolvierte Leitsch insgesamt fünf Partien für diverse deutsche Jugendnationalmannschaften.

## Erfolge
- B-Junioren-Westfalenpokalsieger: 2015
- A-Junioren-Westfalenpokalsieger: 2016[10]
- Meister der 2. Bundesliga und Aufstieg in die Bundesliga: 2021